# Liste der denkmalgeschützten Objekte in Glinzendorf
Die Liste der denkmalgeschützten Objekte in Glinzendorf enthält das denkmalgeschützte, unbewegliche Objekt der Gemeinde Glinzendorf.

## Denkmäler
| Foto |                 | Denkmal                                                          | Standort                            | Beschreibung | Metadaten |
| ---- | --------------- | ---------------------------------------------------------------- | ----------------------------------- | --- | --- |
| ja   | Datei hochladen | Kath. Filialkirche hl. Katharina HERIS-ID: 10318 Objekt-ID: 6372 | Im Anger 3 Standort KG: Glinzendorf | Die katholische Filialkirche hl. Katharina hat ein im Kern romanisches Langhaus aus der zweiten Hälfte des 13. Jahrhunderts und wurde im 17. Jahrhundert barockisiert. | BDA-Hist.: Q38063959 Status: § 2a Stand der BDA-Liste: 2025-06-30 Name: Kath. Filialkirche hl. Katharina GstNr.: 116/1 Filialkirche Glinzendorf |